# Pontinus strigatus
Pontinus strigatus är en fiskart som beskrevs av Heller och Snodgrass, 1903. Pontinus strigatus ingår i släktet Pontinus och familjen Scorpaenidae. IUCN kategoriserar arten globalt som livskraftig. Inga underarter finns listade i Catalogue of Life.